# كارولين هازارد
كارولين هازارد (بالإنجليزية: Caroline Hazard)‏ هي مربية أمريكية، ولدت في 10 يونيو 1856 في Peace Dale, Rhode Island ‏ في الولايات المتحدة، وتوفيت في 19 مارس 1945 في سانتا باربارا في الولايات المتحدة.